# Хмар (язык)
Хмар — язык народа хмар, принадлежит к куки-чинской группе тибето-бирманских языков. Распространён на северо-востоке Индии, в штатах Мизорам, Манипур и Ассам. Согласно данным индийской переписи населения 2001 года, число носителей языка составляет 83 404 человека. В качестве письменности используется латиница. Используется в качестве языка обучения в школах, кроме того изучается в Ассамском, Манипурском и других университетах в качестве факультативного предмета.

## Счёт от 1 до 10
- 1 — Pakhat
- 2 — Pahni
- 3 — Pathum
- 4 — Pali
- 5 — Panga
- 6 — Paruk
- 7 — Pasari
- 8 — Pariet
- 9 — Pakuo
- 10 — Som/Sawm